# Социјално
„Социјално” је југословенски ТВ филм из 1964. године. Режирао га је Здравко Шотра а сценарио је написао Ефраим Кишон.

## Улоге
| Глумац           | Улога |
| ---------------- | ----- |
| Сима Јанићијевић |       |
| Снежана Никшић   |       |
| Петар Словенски  |       |